# Arifat
Arifat är en kommun i departementet Tarn i regionen Occitanien i södra Frankrike. Kommunen ligger i kantonen Montredon-Labessonnié som tillhör arrondissementet Castres. År 2022 hade Arifat 128 invånare.

## Befolkningsutveckling
Antalet invånare i kommunen Arifat
| Referens: INSEE |